# Republica Cecenă Icikeria
Republica Cecenă Ichkeria (în cecenă: Нохчийн Республика Нохчийн-чоь sau Noxçiyn Respublika Noxçiyn-çoī, în rusă Чече́нская Респу́блика Ичкерия) este guvernul separatist și nerecunoscut al Ceceniei, care luptă pentru independența Ceceniei față de Federația Rusă. Rusia este considerată ocupant și agresor de acest guvern cecen în exil, în timp ce rușii îi consideră teroriști.